# Красный Октябрь (Санкт-Петербург)
СПб ОАО «Красный Октябрь» — российское предприятие, специализирующиеся в производстве, ремонте и обслуживании силовых агрегатов для вертолётов «Миль» и «Камов», коробок самолётных агрегатов (КСА), газотурбинных двигателей и турбостартёров (ГТДЭ и ВК) для самолётов «МиГ» и «Су».

## История

### До революции
В конце XIX века с началом электрификации Санкт-Петербурга возникла новая отрасль промышленности — электротехническая. Одним из первых предприятий отрасли стал Электротехнический завод «В. Савельев и Ко», основанный в 1891 году. С этого момента началась история Санкт-Петербургского открытого акционерного общества «Красный Октябрь».
С 1905 года производственные площади завода располагались в Нарвской заставе, на улице Ушаковской (ныне Зои Космодемьянской).
Во время Первой мировой завод освоил производство подрывных машинок для детонации запалов и прочей оборонной продукции, что вызвало увеличение численности персонала вдвое — с 75 до 150 человек. В 1915 году В. П. Савельев объединяет свой завод с товариществом «Бюро измерительных приборов», а в последующем полностью продаёт его партнёрам по слиянию.

### В межвоенный период

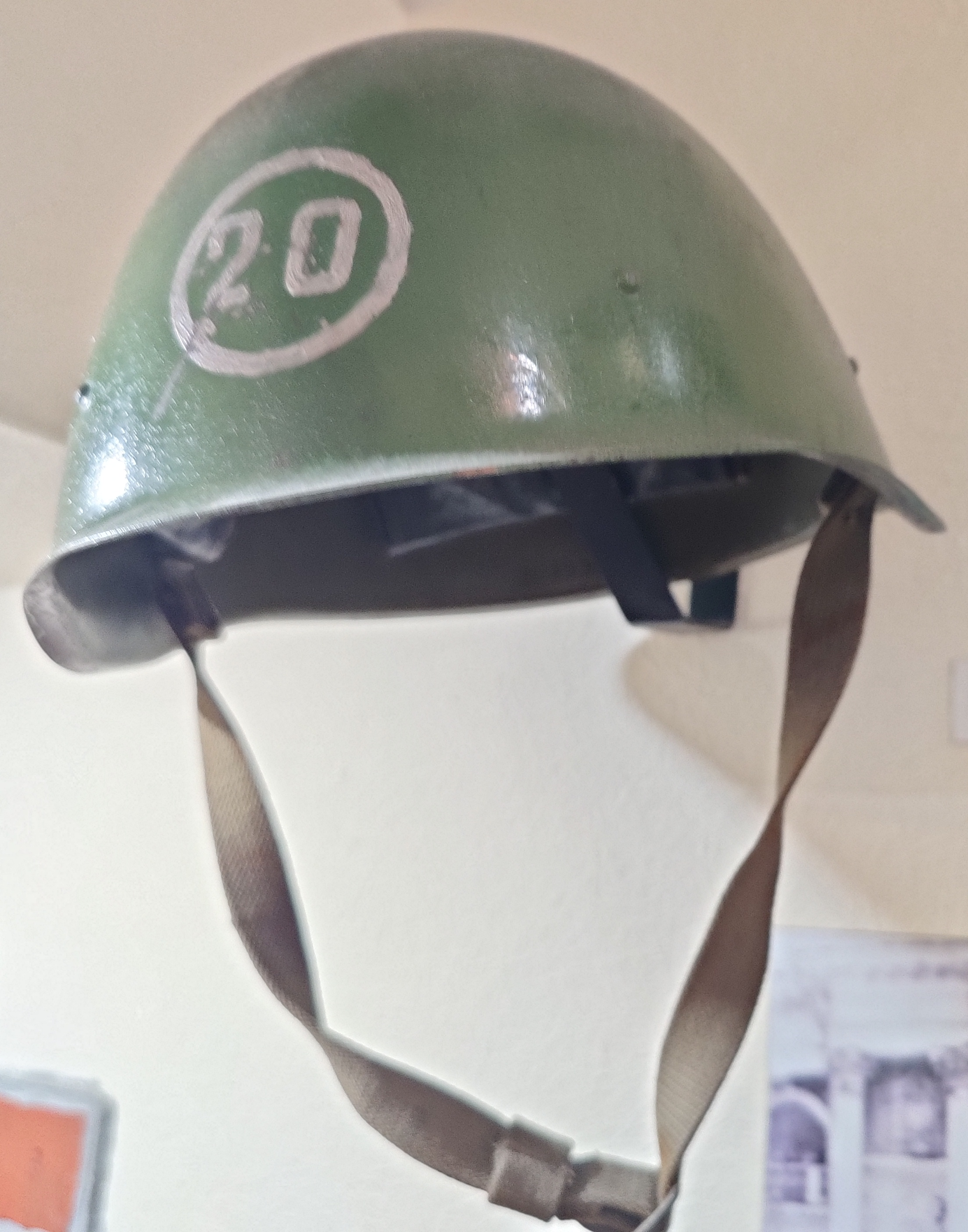
Шлем СШ-40 производства 1940 года

В 1919 году завод был национализирован и перешёл в ведение «Петрогубэлектро» Петроградского Совнархоза. К 1921 году в штате завода осталось всего 17 работников.
С 1921 года по 1925-й по Плану ГОЭЛРО завод, временно находясь в подчинении Управления строительства электростанции «Красный октябрь», участвует в возведении этого первенца советской энергетики, работающего по сей день. По итогу строительства 5 сентября 1925 года он получает своё нынешнее название.
В условиях быстрого роста объёмов заказов сдерживающим фактором стала нехватка производственных площадей (к тому же часть цехов подверглась сильному затоплению во время катастрофического наводнения в сентябре 1924 года). С целью дальнейшего развития завода было принято решение о слиянии в 1927 году «Красного Октября» с мотоциклетным заводом им. Зиновьева (бывш. АО «Русский Рено») на Флюговом переулке, который на тот момент бездействовал. Впоследствии помещения ПОГАРЗ в корпусах «Русского Рено» стали базой завода «Красный Октябрь», который выпускал в 30-е гг. запасные части к автомобилям и с 1933 года.- мотоциклы Л-300.
В первую пятилетку завод сменил профиль с электротехники на моторно-тракторный, к её концу численность работников достигла 3000 человек. С 1932 года началось изготовление различных узлов и агрегатов (коробки передач, карданы, поворотные механизмы башни и многое другое) для первых отечественных, строившихся крупносерийно, танков Т-26 (затем для БТ-2, БТ-5, Т-28 и опытных Т-34), было освоено производство боеприпасов, ремонтировались авиамоторы М-5.Одновременно с основной продукцией выпускались запасные части для тракторов «Фордзон-Путиловец», «Джон Дир», «Катерпиллер», «Интернационал» на 3,2 млн долларов США в год.
В соответствии с программами качественного перевооружения ВВС, принятыми СНК СССР в сентябре 1939 года, завод был переведён в Наркомат авиационной промышленности и должен был приступить в 1940 году к производству авиационных моторов М-105 конструкции В. Я. Климова. Для этого ему были переданы три новые площадки в разных частях Ленинграда, включая филиал Ленинградской фабрики клавишных инструментов «Красный октябрь» на Алексеевском проспекте (ныне улица Карбышева), построенный на месте Бекешевского сада в середине 1930-х гг. В результате этого штат разросся до почти 15 тысяч человек. Впрочем, за полтора года до эвакуации в июне-августе 1941 достроить новую производственную локацию, получившую номер 2 (№ 1 — основная на Флюговом, № 3 на Обводном у лавры был передан бронетанковым войскам, а № 4 в Лигово был захвачен немцами в сентябре 1941) до нужных размеров не удалось, а завод успел выпустить лишь 68 авиамоторов.

### Во время войны
Во время Великой Отечественной войны в условиях эвакуации в Уфе было изготовлено более 10000 поршневых авиамотор М-105/ВК-105/ВК-107 для Як-1, Як-3, Як-7, Як-9, Пе-2, ЛаГГ-3, Ер-2 и других боевых самолётов. За образцовое выполнение заданий Правительства в годы войны завод был награждён орденом Трудового Красного Знамени.

### В послевоенный период
26 июня 1946 года в рамках программы создания реактивной авиации, на заводе было основано конструкторское бюро под руководством конструктора авиационных двигателей В. Я. Климова. Впоследствии ОКБ выделилось в самостоятельный Опытный завод № 117, ныне — ОАО «Климов».
Согласно рассекреченным документам ЦРУ 1950-х гг., с осени 1947 года на заводе начались испытания турбореактивных двигателей, при этом продолжалось производство электрических моторов. С 1950 года «Красный Октябрь» осваивает серийное производство двигателей для первых серийных реактивных истребителей.
С 1952 года, начиная с первых серийных Ми-1, Ми-4 и Як-24, «Красный Октябрь» оснастил силовыми агрегатами более 22 000 вертолётов, участвуя практически во всех вертолётных программах страны.
В соответствии с планами создания ракетной техники и оружия в 1956 году на заводе, сначала как филиал ОКБ-45 и −500, а затем как самостоятельное, организуется ОКБ по ЖРД во главе с главным конструктором А. С. Мевиусом (ныне Авиационное конструкторское бюро). Более 30 лет, до 1992 года, завод изготавливал ЖРД и бортовые источники питания для ракет ракетно-зенитных комплексов, противоракет, межконтинентальных баллистических ракет, а на их основе геофизических ракет и космических ракет-носителей
1 мая 1960 года самолёт-шпион U-2, пилотируемый Фрэнсисом Пауэрсом, был сбит ракетой с двигателем завода. На противоракете В-1000, которая 4 марта 1961 года впервые в мире осуществила перехват баллистической ракеты Р-12, стоял двигатель, созданный на «Красном Октябре».
В начале 1970-х годов в СССР началось серийное производство нового оружия — боевых вертолётов Ми-24А. Для боевых вертолётов «Красный Октябрь» изготавливает главные редукторы, автоматы перекоса и хвостовые трансмиссии.
Также традиционной продукцией «Красного Октября» является мототехника и минисельхозтехника. Более 80 лет назад, в 1930 году, был налажен выпуск первых отечественных серийных мотоциклов Л-300 «Красный Октябрь» («Ленинградский 300-кубовый»). В 1940 году производство последней модели Л8 было передано в Ижевск и Серпухов, где она выпускалась под другими марками. В 1956 году было налажено производство двигателей серии «Д» для мотовелосипедов, мопедов, мотонасосов и другой техники (с того времени выпущено более 10 млн. Д-4, −6, −8, −14 и других — всего 12 типов и модификаций двигателей серии «Д»). С 1985 года изготовитель мотоблоков «Нева», а также разнообразного навесного оборудования. Сейчас, помимо мотоблоков, специализированное дочернее предприятие ЗАО «Красный Октябрь-Нева» разрабатывает и серийно выпускает 4-хтактные двигатели, гамму мотокультиваторов и другие сложные ТНП.
В рамках программ создания боевых авиационных комплексов 4-го поколения в 1982 году на «Красном Октябре» начался серийный выпуск коробок самолётных агрегатов (КСА) для фронтовых истребителей МиГ-29 и газотурбинных двигателей-энергоузлов (ГТДЭ) для тяжёлых истребителей Су-27. В последующие годы предприятием было освоено производство 6 типов КСА для последних модификаций МиГ-29, корабельного МиГ-29К/КУБ, многофункционального МиГ-35 и ряда зарубежных самолётов. Газотурбинный двигатель-энергоузел ГТДЭ-117 поставляется в нескольких модификациях для МиГ-29, МиГ-29К/КУБ, МиГ-35, Су-27, Су-30, Су-34, Су-35 и других самолётов.

### Современность
В 1995 году принят на вооружение новый боевой вертолёт Ка-50 «Черная акула», а затем Ка-52 «Аллигатор», для которых освоено производство главных и промежуточных редукторов.

## Продукция для авиации
- Ми-8
- Ми-14
- Ми-8МТ/17, Ми-8АМТ/171, Ми-8МТВ/172
- Ми-24,Ми-25,Ми-35
- Ми-26
- Ми-38, Ми-38-2
- Актай
- Ка-27,Ка-28, Ка-29, Ка-31, Ка-32
- Ка-50, Ка-52, Ка-50-2
- Ка-226Т
- Ил-114
- Международные проекты

## Руководство
- Генеральный директор- Фомичев Анатолий Николаевич

## Филиалы
- Боровичский машиностроительный завод «Двигатель» (Боровичи)
- «НМЗ Энергия» (Великий Новгород)